# Tom Brown's Schooldays
Tom Brown's Schooldays er en britisk stumfilm fra 1916 af Rex Wilson.

## Medvirkende
- Joyce Templeton som Tom Brown 1st.
- Jack Coleman som Tom Brown 2nd.
- Miss Marley som Mrs. Arnold.
- Evelyn Boucher som Cynthia Brown.
- Wilfred Benson som Dr. Arnold.